# Clusiella
Clusiella, rod grmova, pripada porodici kalofilumovki, dio je reda malpigijolike. 
U rodu ima osam vrsta iz tropske Amerike, od Nikaragve na sjeveru do bazena Amazone na jugu.
Kao monotipičan (s vrstom Clusiella elegans), rod je opisan 1860.

## Vrste
1. Clusiella albiflora Cuatrec.
2. Clusiella amplexicaulis Cuatrec.
3. Clusiella axillaris (Engl.) Cuatrec.
4. Clusiella elegans Planch. & Triana
5. Clusiella impressinervis Hammel
6. Clusiella isthmensis Hammel
7. Clusiella macropetala Cuatrec.
8. Clusiella pendula Cuatrec.